# Dignāga

Dignāga en debate

Dignaga (Translit. sánscrito: Diṅnāga. En tibetano: Slob-dpon Phyogs-glan) (ca.440-ca.520). Filósofo indio del siglo V y VI, reformador y fundador de la nueva lógica budista en lengua sánscrita. Se le considera uno de los mayores comentadores de las enseñanzas budistas. Fue uno de los cuatro discípulos principales de Vasubandhu, cada uno de los cuales superó a su maestro en un campo determinado. Dignaga llegó más lejos que Vasubandhu en el estudio del pramāṇa (cognición válida). Dignaga ocupa en la historia de la filosofía budista una posición análoga a la de Aristóteles en la filosofía griega, o la de Kant en la filosofía europea moderna.

## Biografía
Nació en una familia brahmana en Simhavakta, cerca de Kanchi (Kanchipuram, Tamil Nadu), al sur de la India. Poco se sabe acerca de los años de juventud, salvo que tuvo por maestro a Nagadatta, de la escuela Vatsiputriya. Esta escuela del budismo planteaba la existencia de una personalidad real independiente de los elementos o agregados que la componían. Aunque Dignaga había estudiado el Tripitaka, no le satisfacían los intentos de esta escuela de negar la eternidad del “yo”, mientras afirmaban su continuidad a lo largo de una serie de vidas. Cuando su guía le indicó que debía buscar el yo indescriptible, que no es ni idéntico ni diferente a los skandhas o agregados básicos del ser humano, y como no lo hallara, lo que ponía en cuestión a su maestro, desplegó una conducta excéntrica que lo llevó a ser expulsado del monasterio.
Luego se convirtió al Mahayana, haciéndose discípulo del gran maestro Vasubandhu. Dignāga enseñó en la Universidad de Nalanda, donde desplegó gran elocuencia, venciendo en discusión a adversarios de otras escuelas. Más tarde se retiró para meditar a las montañas de Kalinga, en el actual Orissa, tras lo cual compuso numerosas obras. En varias ocasiones, estando presa del desánimo, tuvo visiones de Manjusri, quien le exhortó a seguir escribiendo.
Tras un nuevo período en Nalanda, donde enseñó los sutras, el Abhidharma y la lógica, retornó a Kalinga, donde pasó sus últimos años. Contando con la protección de un ministro del rey, hizo construir dieciséis monasterios y revitalizó los centros budistas de la región.
Su principal discípulo fue Isvarasena, quien luego transmitió las enseñanzas a Dharmakirti.

## Contribuciones a la filosofía budista
Dignaga planteó las bases de las enseñanzas budistas sobre teoría del conocimiento y la lógica. Dignaga (y su continuador Dharmakirti) tuvieron una influencia decisiva no sólo en la filosofía budista sino en la filosofía india en general. Antes de Dignaga el pensamiento filosófico budista se planteaba en los marcos del Abhidharma, una tradición basada sobre todo en discusiones exegéticas, que no salían de los monasterios. Aunque heredero de las intuiciones del Abhidarma, Dignāga fue el primero en desarrollar sistemáticamente argumentos epistemológicos en defensa de sus posiciones, argumentos que podían apelar a un público más amplio.
Ya su maestro Vasubandhu había abordado la necesidad de una dialéctica precisa. En ese tiempo el debate no era un pasatiempo intelectual ni una oportunidad para desplegar hostilidades. La seriedad espiritual de las discusiones se evidenciaba por el hecho que un individuo derrotado en un intercambio de argumentos exhaustivo y profundo estaba obligado por las reglas de honor a aceptar la visión del contrincante, incluso si esto implicaba cambiar su fe religiosa.
La escuela de Dignaga no toma posición en el debate metafísico entre Yogacara y Sautantrika sobre si existen objetos físicos. Su propósito no era articular un camino distinto para alcanzar el Nirvana, sino desarrollar herramientas filosóficas que pudieran ser útiles para quienes transitaran caminos diferentes.
Si bien no consideraban irrelevante el esclarecimiento de cuestiones filosóficas para alcanzar el Nirvana, sabían que hay disputas metafísicas, como la existencia o no de un mundo externo a la conciencia, que difícilmente pueden alcanzar una solución satisfactoria para todos. La filosofía podría contribuir a la liberación, si por lo menos pudiera decirnos qué constituye una fuente de conocimiento. Lo que Dignaga y sus seguidores hicieron fue desarrollar una respuesta budista a la epistemología del Nyaya. Pensaban que si esa nueva epistemología resultaba aceptable tanto para los realistas como para los idealistas, podría ayudarles a transitar el camino hacia la liberación, independientemente de su posición en la cuestión metafísica.
Tanto la percepción como la inferencia son medios de conocimiento. Un medio de conocimiento es lo que nos orienta a una práctica exitosa. Tanto el lenguaje como la tradición son reductibles a la segunda.
También fue desarrollada una doctrina conocida como "apoha" o diferenciación (Por ejemplo, la palabra “vaca” adquiere significado solo mediante la exclusión de todo aquello que no sea vaca). Comprende lo que se podría llamar la inclusión y exclusión de propiedades definitorias.
La escuela de Dignaga puede considerarse como la culminación del proyecto del Abhidharma: desarrollar una metafísica de la vacuidad (śūnyatā).

## Obras principales
Entre sus obras se destacan:
•Hetucakra (La rueda de la razón lógica), considerado como su primer texto de lógica formal, donde introdujo la noción de vyāpti, conexión universal (por ejemplo entre humo y fuego), que se puede vincular en la filosofía occidental a la noción de concomitancia o implicación lógica. También estableció tres condiciones requeridas por un signo o marca para hacer válida una inferencia (hetu): Que esté presente en el caso u objeto que se examina (paksa); que esté presente en instancias similares (sapaksa); y que esté ausente en instancia disímiles. (vipaksa).En el Hetucakra Dignāga construye una matriz de nueve términos medios, de los cuales dos resultan en conclusiones válidas, dos son contradictorios y el resto de conclusión incierta.
•Ālambana-parīkṣā (Investigación de las causas), obra perdida en su original sánscrito, se conservó en tibetano y, parcialmente, en chino.
•Pramāṇa-samuccaya (Compendio sobre el conocimiento válido). Esta obra, que condensa su producción, estableció las bases de la lógica budista.. En ella Dignāga da una nueva definición de percepción: es el conocimiento que está libre de toda construcción conceptual,.Para él, sólo la sensación pura constituye una percepción. En cuanto a la inferencia distinguió entre inferencia por uno mismo e inferencia por otro.
Estas obras, que permanecieron casi inaccesibles durante siglos luego de la invasión musulmana a la India, se han reeditado en época reciente en Estados Unidos, Francia, India y Bhután.